# Маркоцин (Поморське воєводство)
Маркоцин (пол. Markocin, нім. Markoschin) — село в Польщі, у гміні Осек Староґардського повіту Поморського воєводства.
Населення — 39 осіб (2011).
У 1975-1998 роках село належало до Гданського воєводства.

## Демографія
Демографічна структура станом на 31 березня 2011 року:
|          | Загалом | Допрацездатний вік | Працездатний вік | Постпрацездатний вік |
| -------- | ------- | ------------------ | ---------------- | -------------------- |
| Чоловіки | 21      | 4                  | 17               | 0                    |
| Жінки    | 18      | 2                  | 14               | 2                    |
| Разом    | 39      | 6                  | 31               | 2                    |